# Sandra Selimović
Sandra Selimović, geboren 1981 in Zaječar in Serbien, ist eine österreichische Schauspielerin, Regisseurin, Rapperin und Roma-Aktivistin. Sie ist gemeinsam mit ihrer Schwester Simonida Selimović Gründerin des feministischen Romatheatervereins Romano Svato und des Rapper-Duos Mindj Panther. Als Mitbegründerin von Romano Svato gilt sie als "(mit-)verantwortlich für einige der spannendsten Produktionen des vergangenen Jahrzehnts."

## Leben und Werk
Sandra Selimović stand erstmals als Kind in der Fernsehserie Operation Dunarea vor der Kamera, sie spielte ebenso wie ihre Schwester eine Klischeeromni, eine Rolle, die sie später kritisch reflektierte. Als Erwachsene studierte sie in Wien Schauspiel und schloss das Studium mit einem Diplom ab. Neben ihren Auftritten als Schauspielerin am Theater Dortmund, dem Staatstheater Kassel, dem Maxim-Gorki-Theater in Berlin sowie zahlreichen Bühnen der freien Theaterszene in Wien inszeniert und entwickelt sie auch eigenen Stücke. 2014 erhielt sie für ihr Stück It’s my life den Preis für das beste Jugendstück in Österreich. Ihr Stück So kheren amenca – Für immer Urlaub lief von 2017 bis 2019 an der Studiobühne des Maxim-Gorki-Theaters und wurde auch im Grips-Theater gezeigt. Auch über den Theaterverein Romano Svato leitete und inszenierte sie gemeinsam mit ihrer Schwester feministische Theaterstücke und wurde mit diesen international zu Theaterfestivals eingeladen. Eines dieser Stücke mit dem Titel Roma Armee wurde am Maxim-Gorki-Theater uraufgeführt und sollte ursprünglich auch auf der zweiten Roma Biennale in Berlin gezeigt werden, die wegen der Covid-19-Pandemie verschoben werden musste. Unter dem Motto We Air Here wurden einige der geplanten Aufführungen in einem Livestream gezeigt, darunter auch Roma Armee. 2022 trat Sandra Selimović erstmalig in einem Stück des Wiener Burgtheaters auf. Sie spielte die Rolle "Charlie" in dem Stück Die Ärztin, das auf dem Schnitzlerstück Professor Bernhardi basiert.
Als Rapperin tritt Sandra Selimovic als Teil des Duos Mindj Panther auf. Der Namen leitet sich von dem Romani Wort Mindj her, das ein vulgärer Ausdruck für die Vagina ist und kombiniert diesen mit dem Panther, der an die Black Panther Bewegung erinnern und so die Assoziation einer Rebellion evozieren soll.